# Klaus Mayer

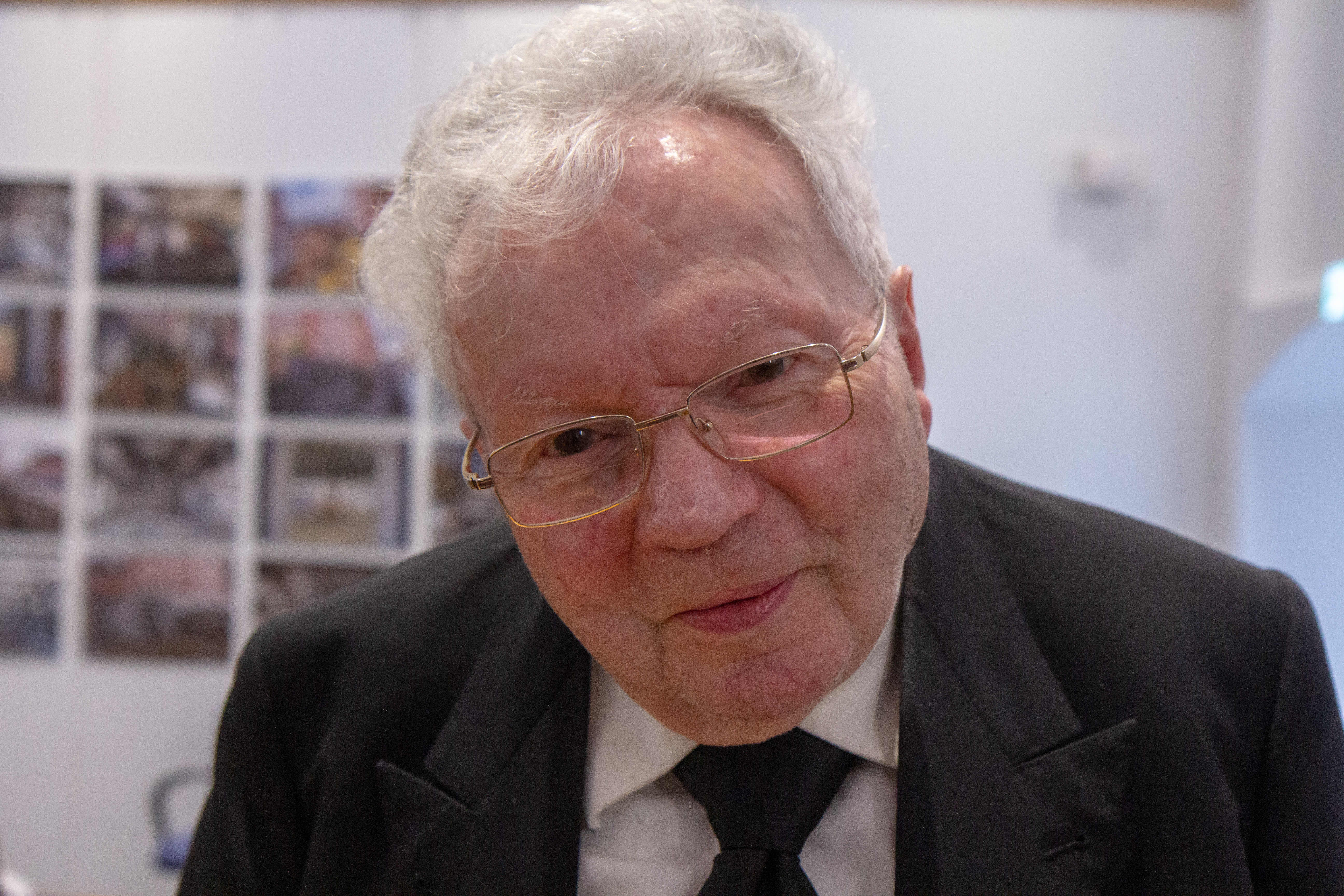
Klaus Mayer (2019)

Klaus Mayer (* 24. Februar 1923 in Darmstadt; † 16. Dezember 2022 in Mainz) war ein deutscher katholischer Priester des Bistums Mainz und Ehrenbürger der Stadt Mainz.

## Leben
Klaus Mayer wuchs in Darmstadt in der Rheinstraße 25 auf. Seine Kindheitsjahre waren von der Verfolgung durch die Nationalsozialisten geprägt. Als Sohn des jüdischen Kaufmanns und Ehrensenators der Technischen Hochschule Darmstadt Karl Jakob Mayer galt er als „jüdischer Mischling ersten Grades“. Anders als sein Vater, der im Januar 1933 nach Argentinien emigrierte, blieb Klaus Mayer mit seiner Mutter Emmi Meisinger in Deutschland. Er fand im Benediktinerkloster Ettal Zuflucht, wo er das Gymnasium besuchte. Nach der Auflösung des Klostergymnasiums machte er unter größten Schikanen im März 1942 sein Abitur am Adam-Karrillon Gymnasium, dem heutigen Rabanus-Maurus-Gymnasium, in Mainz. Zum Studium wurde er nicht zugelassen. Stattdessen besuchte er 1942 und 1943 eine Fremdsprachenschule in Hamburg. Im Februar 1945 entging er nur durch einen Zufall der Deportation.
Nach dem Ende des Zweiten Weltkriegs 1945 trat Mayer in das Mainzer Priesterseminar ein. Am 30. Juli 1950 wurde er vom Mainzer Bischof Albert Stohr im Mainzer Dom zum Priester geweiht. Mayer wurde Kaplan in Bingen-Büdesheim, Seligenstadt und Oppenheim. Bischof Stohr ernannte ihn 1958 zum Pfarrer von Gau-Bickelheim, wo er sechs Jahre lang arbeitete. Von 1965 bis zu seinem Ruhestand 1991 leitete er die Pfarrei St. Stephan in Mainz und wirkte maßgeblich am Wiederaufbau der im Krieg stark beschädigten Kirche mit.

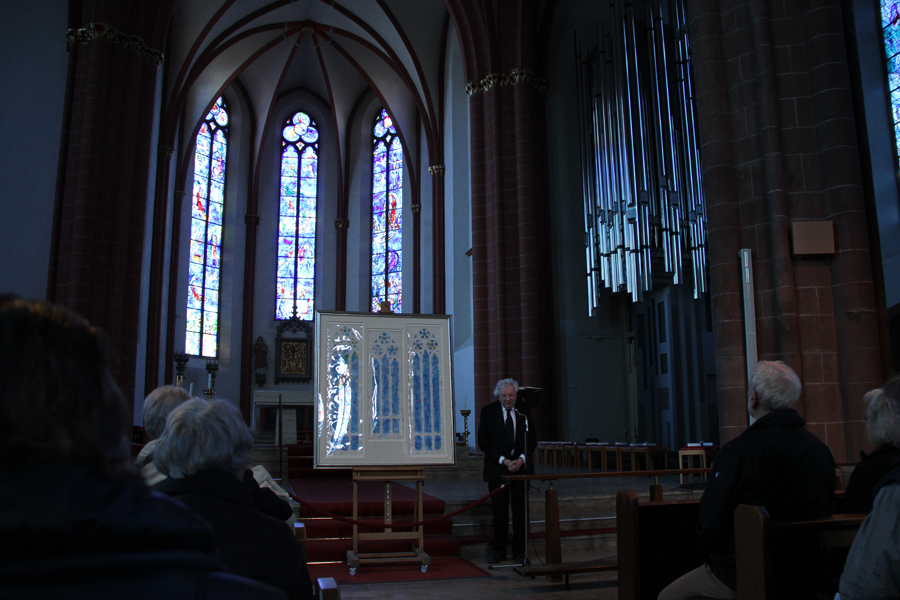
Klaus Mayer bei einem Vortrag über die Chagall-Fenster (2015)

Im Jahr 1973 bat Mayer den damals bereits 86-jährigen jüdischen Künstler Marc Chagall, für St. Stephan, einst von Erzbischof Willigis als „Gebetsstätte des Reiches“ gegründet, neue Fenster zu schaffen. Damit wollte er ein Zeichen der Versöhnung zwischen Deutschland und den Juden setzen und die Kirche als Friedenskirche wieder ins Bewusstsein bringen. Die Zusage Chagalls galt als außerordentlich überraschend und bemerkenswert, da der Künstler nach dem Holocaust eigentlich nicht mehr in Deutschland hatte wirken wollen. Chagall schuf für St. Stephan neue Fenster, die einen biblischen Zyklus zeigen. Nach dem Tod des Künstlers 1985 wurden die Arbeiten von seinem Schüler Charles Marq abgeschlossen. Neben dem Dom sind diese Fenster heute die meistbesuchte Sehenswürdigkeit in Mainz.
Mayer verfasste die vierbändige Darstellung Die Chagall-Fenster zu St. Stephan in Mainz. Im Jahr 2007 legte er unter dem Titel Wie ich überlebte. Die Jahre 1933–1945 seine Erinnerungen an seine Jugend im „Dritten Reich“ vor. Noch bis 2019 hielt er mehrmals im Monat öffentliche Vorträge in St. Stephan über die Chagall-Fenster.
Klaus Mayer starb im Alter von 99 Jahren am 16. Dezember 2022 in Mainz.

## Auszeichnungen und Ehrungen

### Ehrentitel
Für seine Verdienste wurde Mayer 1985 mit dem päpstlichen Ehrentitel „Kaplan Seiner Heiligkeit“ bedacht und wurde seitdem mit Monsignore angeredet.

### Ehrungen
Mayer wurde der Verdienstorden der Bundesrepublik Deutschland am Bande sowie 1989 das Verdienstkreuz I. Klasse verliehen. Die Stadt Mainz zeichnete ihn mit der Gutenberg-Plakette, der Gutenberg-Büste (1983), dem Ehrenring der Stadt (1991) und schließlich mit der Ehrenbürgerschaft (2005, nach einstimmigem Ratsbeschluss) aus. Im Jahr 2000 wurde ihm die Ehre zuteil, sich als „Brückenbauer zwischen Juden und Christen in Deutschland“ ins Goldene Buch des Jüdischen Nationalfonds einzutragen. Mayer war Offizier des französischen Ordens der Künste und der Literatur. Für sein Engagement für die deutsch-jüdische Verbundenheit wurde ihm 2011 der Jakob-Steffan-Preis des Vereins „Rheinhessen gegen Rechts e. V.“ verliehen.

## Schriften
- Die Chagall-Fenster zu St. Stephan in Mainz
  - Der Gott der Väter. Das Mittelfenster. Würzburg 1993 ISBN 3-429-00573-6
  - "Ich stelle meinen Bogen in die Wolken." Die flankierenden Mittelfenster. Würzburg 1994 ISBN 3-429-00616-3
  - Herr, mein Gott, wie groß bist du!. Die seitlichen Fenster, Würzburg 1994 ISBN 3-429-00739-9
  - Die Himmel der Himmel fassen dich nicht. Die Querhausfenster. Brief an meinen Freund. Würzburg 1995 ISBN 3-429-01001-2
- St. Stephan in Mainz. Kleine Kunstführer, 523. Schnell und Steiner, Regensburg 12., neub. Aufl. 2001 ISBN 3-7954-4311-3
- Psalmen in Bildern. (mit Bildern von Chagall), Würzburg 1995 ISBN 3-429-01659-2
- Traumbilder. (mit Bildern von Chagall), Würzburg 1997 ISBN 3-429-01905-2
- Wie ich überlebte. Die Jahre 1933–1945. Würzburg 2007 ISBN 978-3-429-02861-9; ISBN 3-429-02861-2
- Zeitzeugenbericht von Monsignore Klaus Mayer, in Mechtild Gilzmer, Widerstand und Kollaboration in Europa. LIT Verlag, Münster 2004 ISBN 3-8258-6602-5

## Filmdokumentation
- Die Chagall-Fenster in Mainz. TV-Dokumentation von Marcel Schilling aus der Reihe Schätze des Landes. Deutschland 2007, SWR Fernsehen, 30 Minuten